# Panzer 38(t)
Panzer 38(t) oziroma Panzerkampfwagen 38(t), krajše Pz 38(t) je bil češkoslovaški tank tovarne Škoda, ki ga je po zasedbi Češke prevzela in uporabljala Nemčija med drugo svetovno vojno. Tank je bil prvotno imenovan LT vz. 38, pri Nemcih pa je bil na zelo dobrem glasu zaradi svoje zanesljivosti. Zato so kasneje med vojno, ko je postal zastarel zaradi prešibke oborožitve na njegovi osnovi izdelali vrsto odličnih vozil. Med njimi je tudi lovec na tanke Hetzer, ki je bil za nekatere najboljši lovec druge svetovne vojne.  
Vsega skupaj so jih izdelali preko 1 400, potem pa še več tisoč šasij za osnovo drugih modelov. 
(t) stoji za tschechisch, kar je nemška beseda za Češko. LT vz. 38 pa pomeni Lehký tank vzor 38, kar prevedeno pomeni lahki tank model letnika 1938. Tank so poleg nemcev samih uporabljali še v zavezniških državah sil osi, in sicer so to Madžarska, Slovaška, Romunija in Bolgarija. 

## Zgodovina
Leta 1935 je češkoslovaški proizvajalec ČKD (Českomoravská Kolben-Daněk) iskal zamenjavo za tank Panzer 35(t). Tank so razvijali skupaj s podjetjem Škoda. Naredili so nekaj izboljšav, ki so pripomogle k zanesljivosti. To je privedlo do uspešnega izvoza v druge države. 50 jih je bilo izvoženih v Iran, 24 v Peru in Švico, nekaj jih je naročila tudi Latvija. 
Prvih 150 tankov je Češkoslovaška naročila 1. julija 1938. Nobeden od teh tankov pa ni prišel v uporabo do nemške okupacije. Po okupaciji se je proizvodnja nadaljevala. Tank so smatrali kot zelo dober in primerljiv tankoma Panzer I in Panzer II. Tank so Nemci poimenovali tank LTM 38. To ime so preimenovali 16. januarja 1940 v Panzerkampfwagen 38(t). Črka t pa stoji za tschechoslowakisch (slovensko:Češkoslovaška). 
Narejenih je bilo več kot 1400 primerkov. Veliko jih je bilo izvoženih v države, ki so predstavljale sile osi. Tanki so bili prisotni na Madžarskem (102), Slovaškem (69), v Romuniji (50) in v Bolgariji (10). 

## Bojna uporaba
Panzer 38(t) je zelo dobro nastopil v poljski kampanji (1939) in v francoski kampanji (1940). Uporabili so ga tudi v invaziji v sovjetski zvezi, vendar se je izkazal za slabšega proti tankom T-34. Pomanjkljivosti je imel predvsem v prešibkem oklepu in premajhnem topu zato so jih leta 1942 začeli izločati iz uporabe. So pa na njihovem podvozju kasneje razvili celo paleto uporabnih vozil, najbolj znana je bila serija Marder III. Podvozje tega tanka se je namreč zelo izkazalo v surovih ruskih pogojih kjer so se borili predvsem na brezpotjih in v zahtevnih klimatskih razmerah.

## Verzije
- TNHP: prvotna izvozna verzija za Iran (50 naročenih leta 1935) (Iran je bil prvi kupec).
- LTP: izvozna verzija za Peru.
- LTH: izvozna verzija za Švico.
- LT vz. 38: Češkoslovaška oznaka za tank.
- Strv m/41: Švedska licenčna verzija.
- Sav m/43: Verzija z novo oborožitvijo (narejena na Švedskem).
- PzKpfw 38(t) A-D: Nemško poimenovanje.
- PzKpfw 38(t) E-G: Pz 38(t) z ojačanim sprednjim oklepom (50 mm).
- PzKpfw 38(t) Ausf S: Naročen na Švedskem, vendar so jih Nemci zasegli.
- SdKfz 138 Marder III: Nemška verzija s topom 75 mm.
- SdKfz 139 Marder III: Verzija s Sovjetskim topom 76.2 mm.
- SdKfz 138/1: Nemška verzija s topom 150 mm.
- SdKfz 140 Flakpanzer 38(t): verzija oborožena s protiletalskim topom 20 mm.
- SdKfz 140/1: Izvidniška verzija tanka.
- SdKfz 141/1:Izvidniška verzija s topom 20 mm in s kupolo iz SdKfz.222 oklepnega vozila.
- Jagdpanzer 38(t) Hetzer: tankovski lovec s protitankovskem topom 75 mm, PaK 39 L/48
- G-13: Švicarska označba za tank Jagdpanzer 38(t) Hetzer, ki so jih Švicarji kupili od Češkoslovaške in uporabljali še dolgo po vojni

## Tehnični podatki

### Panzer 38(t) Aus. A-C
- Generalno
  - Vloga:  Lahki/Srednjelahki tank
  - Posadka: 4
- Oborožitev in oklep
  - Glavno orožje:  37 mm Škoda A7 top (L/47.8) z 90 naboji
  - Sekundarna oborožitev:  2 x 7.92 mm MG 37(t) (Model 37) mitraljeza z 2,550 naboji.
  - Oklep: spredaj 25 mm, ob straneh 15 mm
- Moč in teža
  - Motor: Praga EPA Model I vrstni vodnohlajeni šestvaljnik, petrol
  - Prostornina: 7754,7 ccm (~ 473.22 cu in)
  - Moč: 91,9 kW (123.3 hp, 125 KM)
  - Menjalnik: 5 prestav za naprej, 1 za nazaj
  - Teža:  bojna teža 9.5 tone, suha 8.5 t
  - Razmerje med močjo in težo:  10 kW / tono
- Zmogljivosti
  - Hitrost: 56 km/h
  - Doseg: 200 km (120 mi)
- Dimenzije
  - Dolžina: 4.61 m
  - Širina: 2.14 m
  - Višina: 2.40 m